# Antonio Silgich
Antonio Silgich (Pola, 7 agosto 1904 – ...) è stato un calciatore italiano, di ruolo ala.

## Carriera
Giocò in Serie A nel Legnano.

## Palmarès

### Club

#### Competizioni nazionali
- Prima Divisione: 1

Foggia: 1932-1933